# Bob Mabe
Pour les articles homonymes, voir Mabe.
Robert Lee Mabe (8 octobre 1929-9 janvier 2005) est un lanceur droitier durant trois saisons de 1958 à 1960 dans la Ligue majeure de baseball. Il a joué pour les Cardinals de Saint-Louis, les Reds de Cincinnati et les Orioles de Baltimore.

## Biographie
Né à Danville en Virginie, Mabe évolue durant 10 ans dans la Ligue mineure de baseball carrière qui l'amène à jouer avec les Buffaloes de Houston dans la Texas League et remporter un total de 93 parties.
Faisant son entrée dans la Ligue majeure à l'âge de 28 ans, Mabe est lanceur partant de 14 parties et fait son apparition dans 51 parties.
Il meurt dans sa ville natale à l'âge de 75 ans.